# Calodactylus pilicollis
Calodactylus pilicollis är en skalbaggsart som beskrevs av Frey 1974. Calodactylus pilicollis ingår i släktet Calodactylus och familjen Melolonthidae. Inga underarter finns listade.